# Don Madge
Don Madge (Ciudad del Cabo, 12 de noviembre de 1990) es un artista marcial mixto sudafricano que ha competido en la división peso ligero.

## Carrera de artes marciales mixtas

### Extreme Fighting Championship
Madge hizo su debut profesional en el MMA el 10 de noviembre de 2011 para la promoción sudafricana Extreme Fighting Championship (EFC) en EFC 11. Madge ganó el título de peso ligero por primera vez el 27 de junio de 2013 en EFC 20. Luego perdería el título por decisión dividida a Leon Mynhardt. En su undécima pelea, Madge ganó el título de peso ligero de EFC por segunda vez el 8 de abril de 2017 en EFC 58.
Tiempo, Madge fue contratado como sparring de la campeona de peso pluma femenina de UFC Cris Cyborg. Luego, Madge firmó con UFC.

### Ultimate Fighting Championship
Madge hizo su debut en UFC el 27 de octubre de 2018 contra Te Edwards en UFC Fight Night 138 el 27 de octubre de 2018. Ganó la pelea tras noquear a Edwards con una patada en la cabeza a los quince segundos del segundo asalto. Esto le valió para recibir el premio a la Actuación de la Noche y ganó un bono de 50 mil dólares.
La siguiente pelea de Madge fue el 7 de septiembre de 2019 en UFC 242 en Abu Dhabi. Originalmente estaba programado para pelear contra Magomed Mustafaev, pero este fue retirado del evento por razones desconocidas. En cambio, Madge se enfrentó a Fares Ziam, a quien derrotó vía decisión unánime.
Se esperaba que Madge se enfrentara a Guram Kutateladze el 13 de marzo de 2021 en UFC Fight Night 187. Sin embargo, Kutateladze se retiró a principios de febrero debido a una lesión en la rodilla y fue reemplazado por Nasrat Haqparast. A su vez, Madge se retiró el 6 de marzo debido a problemas de visa.
Guram Kutateladze y Don Madge fueron reprogramados para UFC on ESPN 26 el 17 de julio de 2021. Sin embargo, la pelea se canceló después de que Kutateladze una vez más se retirara de la pelea citando lesiones y problemas de visa. En 2021, Madge fue liberado de UFC.

### Professional Fighters League
2021
Madge se enfrentó a Nathan Williams el 27 de octubre de 2021 en PFL 10. Madge ganó el combate por estrangulamiento trasero desnudo en el segundo asalto.
2022
Madge enfrentó a Raush Manfio el 20 de abril de 2022 en PFL 1. Perdió el combate por nocaut técnico en el tercer asalto después de que Manfio lo derribara con la mano derecha y lo terminara con golpes.

## Récord en artes marciales mixtas
| Récord profesional | Récord profesional | Récord profesional |
| 17 peleas          | 11 victorias       | 5 derrotas         |
| ------------------ | ------------------ | ------------------ |
| Nocaut             | 5                  | 2                  |
| Sumisión           | 5                  | 1                  |
| Decisión           | 1                  | 2                  |
| Empate             | 1                  | 1                  |

| Resultado | Récord | Oponente        | Método                      | Evento                            | Fecha                   | Ronda | Tiempo | Localización                | Notas                                       |
| --------- | ------ | --------------- | --------------------------- | --------------------------------- | ----------------------- | ----- | ------ | --------------------------- | ------------------------------------------- |
| Derrota   | 11–5–1 | Neiman Gracie   | Decisión (unánime)          | PFL 6: 2024 Regular Season        | 28 de junio de 2024     | 3     | 5:00   | Chicago, Illinois           |                                             |
| Victoria  | 11–4–1 | Brennan Ward    | Sumisión (rear-naked choke) | PFL 3: 2024 Regular Season        | 19 de abril de 2024     | 1     | 1:02   | Sioux Falls, Dakota del Sur |                                             |
| Derrota   | 10–4–1 | Raush Manfio    | TKO (golpes)                | PFL 1                             | 20 de abril de 2022     | 3     | 2:42   | Arlington, Texas            |                                             |
| Victoria  | 10–3–1 | Nathan Williams | Sumisión (rear-naked choke) | PFL 10                            | 27 de octubre de 2021   | 2     | 2:15   | Hollywood, Florida          |                                             |
| Victoria  | 9–3–1  | Farès Ziam      | Decisión (unánime)          | UFC 242                           | 7 de septiembre de 2019 | 3     | 5:00   | Abu Dabi                    |                                             |
| Victoria  | 8–3–1  | Te Edwards      | KO (patada en la cabeza)    | UFC Fight Night: Volkan vs. Smith | 27 de octubre de 2018   | 2     | 0:14   | Moncton, Nuevo Brunswick    | Actuación de la Noche.                      |
| Victoria  | 7–3–1  | Dave Mazany     | Sumisión (rear-naked choke) | EFC 58                            | 8 de abril de 2017      | 2     | 2:02   | Ciudad del Cabo             |                                             |
| Victoria  | 6–3–1  | Jadyson Costa   | TKO (golpes)                | EFC 52                            | 5 de agosto de 2016     | 1     | 2:31   | Ciudad del Cabo             |                                             |
| Victoria  | 5–3–1  | Tyson Chelin    | TKO (patadas)               | EFC 48                            | 22 de abril de 2016     | 1     | 0:54   | Ciudad del Cabo             |                                             |
| Victoria  | 4–3–1  | Regis Muyambo   | TKO (golpes)                | EFC 39                            | 7 de mayo de 2015       | 4     | 4:59   | Brakpan                     |                                             |
| Derrota   | 3–3–1  | Leon Mynhardt   | Sumisión (guillotine choke) | EFC 37                            | 21 de febrero de 2015   | 1     | 3:08   | Brakpan                     | Por el Campeonato de Peso Ligero de EFC.    |
| Empate    | 3–2–1  | Boyd Allen      | Empate                      | EFC 30                            | 5 de junio de 2014      | 5     | 5:00   | Ciudad del Cabo             |                                             |
| Derrota   | 3–2    | Leon Mynhardt   | Decisión (dividida)         | EFC 25                            | 7 de noviembre de 2013  | 3     | 5:00   | Ciudad del Cabo             | Perdió el Campeonato de Peso Ligero de EFC. |
| Victoria  | 3–1    | Costa Ioannou   | Sumisión (rear-naked choke) | EFC 20                            | 27 de junio de 2013     | 5     | 1:35   | Brakpan                     | Ganó el Campeonato de Peso Ligero de EFC.   |
| Victoria  | 2–1    | Hector Britts   | Sumisión (rear-naked choke) | EFC 17                            | 23 de noviembre de 2012 | 1     | 1:00   | Brakpan                     |                                             |
| Derrota   | 1–1    | Leon Mynhardt   | TKO (golpes)                | EFC 13                            | 13 de abril de 2012     | 3     | 3:23   | Ciudad del Cabo             |                                             |
| Victoria  | 1–0    | Wade Groth      | TKO (rodillazos)            | EFC 11                            | 10 de noviembre de 2011 | 1     | 2:56   | Sudáfrica                   |                                             |